# Goma gellan
La Goma gellan es una goma vegetal en forma de polisacárido soluble en agua que se obtiene de la fermentación aeróbica de la glucosa mediante la bacteria sphingomonas elodea. Es empleada por la industria alimentaria con la codificación E 418. La estructura molecular de esta goma es en forma de molécula lineal compuesta por uniones de monómeros como la glucosa, ácido glucurónico y la ramnosa (proporción 2:1:1). suele comercializarse con las denominaciones AppliedGel, Phytagel o Gelrite.

## Usos
Se suele emplear como un hidrocoloide, al igual que la goma xantana, el alginato, etc. En cocina se suele emplear en la preparación de esferificaciones